# Cédric Moubamba
Carlos Cédric Moubamba Saib (Libreville, 14 ottobre 1979) è un calciatore gabonese, centrocampista dell'AC Bongoville.

## Carriera

### Club
Ha giocato nel massimo campionato gabonese, congolese e dell'Oman.

### Nazionale
Ha esordito con la Nazionale gabonese nel 1998. Ha preso parte alla Coppa d'Africa nel 2000, nel 2010 e nel 2012. Ha dato l'addio alla rappresentativa del suo paese dopo aver collezionato 74 presenze in 14 anni.